# Flanco
A  Flanco egy romániai áruházlánc, amely elektronikai termékeket, háztartási gépeket, valamint IT&C árukat árusít. A céget a Flamingo nevű cég működteti.
A céget Florin Andronescu alapította, neve (Flanco) a Florin Andronescu Company kezdőbetűiből származik. 2008 júliusában a hálózat 64 Flanco és 21 Flanco World üzletet számlált. 2011 májusára a Flanco boltok száma elérte a 75-öt. 2018-ban a hálózat már 125 üzletet számlált. A boltok alapterületének nagysága átlagosan 35 000 négyzetméter.
Alkalmazottak száma 2011-ben: 630
Bevétel 2009-ben: 70 millió euró.

## Fordítás
- Ez a szócikk részben vagy egészben  a   Flanco című román Wikipédia-szócikk ezen változatának fordításán alapul.  Az eredeti cikk szerkesztőit annak laptörténete sorolja fel. Ez a jelzés csupán a megfogalmazás eredetét és a szerzői jogokat jelzi, nem szolgál a cikkben szereplő információk forrásmegjelöléseként.